# 한마음 노래자랑
한마음 노래자랑은 OBS경인TV에서 방송된 특집 음악 프로그램이다.

## 기획 의도
2014년 인천 아시안 게임을 맞아 한마음으로 성공개최를 기원하는 음악 프로그램이다.

## 방송 회차

### 2014년
| 회차 | 방송일   | 제목 (원제)               |
| ---- | -------- | ------------------------- |
| 1    | 4월 13일 | 인천광역시 서구 편        |
| 2    | 6월 1일  | 인천광역시 부평구 편      |
| 3    | 7월 20일 | 인천광역시 연수구 송도 편 |
| 4    | 9월 8일  | 인천광역시 남동구 편      |
| 5    | 9월 28일 | 인천광역시 중구 월미도 편 |